# F-тест
F-тест или критерий Фишера (F-критерий, φ*-критерий) — статистический критерий, тестовая статистика которого при выполнении нулевой гипотезы имеет распределение Фишера (F-распределение).
Статистика теста так или иначе сводится к отношению выборочных дисперсий (сумм квадратов, деленных на «степени свободы»). Чтобы статистика имела распределение Фишера, необходимо, чтобы числитель и знаменатель были независимыми случайными величинами и соответствующие суммы квадратов имели распределение Хи-квадрат. Для этого требуется, чтобы данные имели нормальное распределение. Кроме того, предполагается, что дисперсия случайных величин, квадраты которых суммируются, одинакова.
Тест проводится путём сравнения значения статистики с критическим значением соответствующего распределения Фишера при заданном уровне значимости. Известно, что если {\displaystyle F\sim F(m,n)}, то {\displaystyle 1/F\sim F(n,m)}. Кроме того, квантили распределения Фишера обладают свойством {\displaystyle F_{1-\alpha }=1/F_{\alpha }}. Поэтому обычно на практике в числителе участвует потенциально большая величина, в знаменателе — меньшая и сравнение осуществляется с «правой» квантилью распределения. Тем не менее тест может быть и двусторонним, и односторонним. В первом случае при уровне значимости {\displaystyle \alpha } используется квантиль {\displaystyle F_{\alpha /2}}, а при одностороннем тесте — {\displaystyle F_{\alpha }}.
Более удобный способ проверки гипотез — с помощью p-значения {\displaystyle p(F)} — вероятностью того, что случайная величина с данным распределением Фишера превысит данное значение статистики. Если {\displaystyle p(F)} (для двустороннего теста — {\displaystyle 2p(F})) меньше уровня значимости {\displaystyle \alpha }, то нулевая гипотеза отвергается, в противном случае принимается.

## Примеры F-тестов

### F-тест на равенство дисперсий

#### Две выборки
Пусть имеются две выборки объёмом m и n соответственно случайных величин X и Y, имеющих нормальное распределение. Необходимо проверить равенство их дисперсий. Статистика теста
{\displaystyle F={\frac {{\hat {\sigma }}_{X}^{2}}{{\hat {\sigma }}_{Y}^{2}}}~\sim ~F(m-1,n-1)}
где {\displaystyle {{\hat {\sigma }}^{2}}} — выборочная дисперсия.
Если статистика больше критического значения, соответствующего выбранному уровню значимости, то дисперсии случайных величин признаются не одинаковыми.

#### Несколько выборок
Пусть выборка объёмом N случайной величины X разделена на k групп с количеством наблюдений {\displaystyle n_{i}} в i-ой группе.
Межгрупповая («объяснённая») дисперсия: {\displaystyle {\hat {\sigma }}_{BG}^{2}=\sum _{i=1}^{k}n_{i}({\overline {x_{i}}}-{\overline {x}})^{2}/(k-1)}
Внутригрупповая («необъяснённая») дисперсия: {\displaystyle {\hat {\sigma }}_{WG}^{2}=\sum _{i=1}^{k}\sum _{j=1}^{n_{i}}(x_{ij}-{\overline {x}}_{i})^{2}/(N-k)}
{\displaystyle F={\frac {{\hat {\sigma }}_{BG}^{2}}{{\hat {\sigma }}_{WG}^{2}}}~\sim ~F(k-1,N-k)}
Данный тест можно свести к тестированию значимости регрессии переменной X на фиктивные переменные-индикаторы групп. Если статистика превышает критическое значение, то гипотеза о равенстве средних в выборках отвергается, в противном случае средние можно считать одинаковыми.

### Проверка ограничений на параметры регрессии
Статистика теста для проверки линейных ограничений на параметры классической нормальной линейной регрессии определяется по формуле:
{\displaystyle F={\frac {(RSS_{S}-RSS_{L})/q}{RSS_{L}/(n-k_{L})}}={\frac {(R_{L}^{2}-R_{S}^{2})/q}{(1-R_{L}^{2})/(n-k_{L})}}~\sim ~F(q,n-k_{L})}
где {\displaystyle q=k_{L}-k_{S}} -количество ограничений, n-объём выборки, k-количество параметров модели, RSS-сумма квадратов остатков модели, {\displaystyle R^{2}}-коэффициент детерминации, индексы S и L относятся соответственно к короткой и длинной модели (модели с ограничениями и модели без ограничений).

#### Замечание
Описанный выше F-тест является точным в случае нормального распределения случайных ошибок модели. Однако F-тест можно применить и в более общем случае. В этом случае он является асимптотическим. Соответствующую F-статистику можно рассчитать на основе статистик других асимптотических тестов — теста Вальда (W), теста множителей Лагранжа(LM) и теста отношения правдоподобия (LR) — следующим образом:
{\displaystyle F={\frac {n-k}{q}}W/n~,~F={\frac {n-k}{q}}{\frac {LM}{n-LM}}~,~F={\frac {n-k}{q}}(e^{LR/n}-1)}
Все эти статистики асимптотически имеют распределение F(q, n-k), несмотря на то, что их значения на малых выборках могут различаться.

### Проверка значимости линейной регрессии
Данный тест очень важен в регрессионном анализе и по существу является частным случаем проверки ограничений. В данном случае нулевая гипотеза — об одновременном равенстве нулю всех коэффициентов при факторах регрессионной модели (то есть всего ограничений k-1). В данном случае короткая модель — это просто константа в качестве фактора, то есть коэффициент детерминации короткой модели равен нулю. Статистика теста равна:
{\displaystyle F={\frac {R^{2}/(k-1)}{(1-R^{2})/(n-k)}}~\sim ~F(k-1,n-k)}
Соответственно, если значение этой статистики больше критического значения при данном уровне значимости, то нулевая гипотеза отвергается, что означает статистическую значимость регрессии. В противном случае модель признается незначимой.

#### Пример
Пусть оценивается линейная регрессия доли расходов на питание в общей сумме расходов на константу, логарифм совокупных расходов, количество взрослых членов семьи и количество детей до 11 лет. То есть всего в модели 4 оцениваемых параметра (k=4). Пусть по результатам оценки регрессии получен коэффициент детерминации {\displaystyle R^{2}=41.2366\%}. По вышеприведенной формуле рассчитаем значение F-статистики в случае, если регрессия оценена по данным 34 наблюдений и по данным 64 наблюдений:
{\displaystyle F_{1}={\frac {0.412366/(4-1)}{(1-0.412366)/(34-4)}}=0,70174*10=7,02}
{\displaystyle F_{2}={\frac {0.412366/(4-1)}{(1-0.412366)/(64-4)}}=0,70174*20=14.04}
Критическое значение статистики при 1 % уровне значимости (в Excel функция FРАСПОБР) в первом случае равно {\displaystyle F_{1\%}(3,30)=4,51}, а во втором случае {\displaystyle F_{1\%}(3,60)=4,13}. В обоих случаях регрессия признается значимой при заданном уровне значимости. В первом случае P-значение равно 0,1 %, а во втором — 0,00005 %. Таким образом, во втором случае уверенность в значимости регрессии существенно выше (существенно меньше вероятность ошибки в случае признания модели значимой).

### Проверка гетероскедастичности
См. Тест Голдфелда-Куандта